# Jaakko Mäntyjärvi
Jaakko Mäntyjärvi, född 27 maj 1963 i Åbo, är en finländsk kompositör och översättare.
Mäntyjärvi är yrkesverksam som översättare mellan finska och engelska. Han har också gjort sig känd som kompositör av framförallt körverk. Till dags dato har ett hundratal tonsättningar publicerats.

## Kompositioner (urval)

### Blandad kör
- Four Shakespeare Songs (SSAATTBB), 1984
  - 1. Come Away, Death; 2. Lullaby; 3. Double, Double Toil and Trouble; 4. Full Fathom Five
- Dagen svalnar... (SSAATTBB+A solo) 1991/93
- Ave Maria (SATBB), 1991
- Pseudo-Yoik (SSSAATTTBBB), 1994
- El Hambo (SSAATTBB), 1997
- Canticum Calamitatis Maritimae (SSAATTBB+SBr soli), 1997
- More Shakespeare Songs (SSAATTBB), 1997
  - 1. Fear No More; 2. Over Hill, Over Dale; 3. Time; 4. Who Is Silvia?; 5. A Scurvy Tune
- No more Shakespeare songs? (SSATBB), 2000
- SALVAT 1701 (SSAATTBB+SATB soli), 2000
- Deux ballades de François Villon (SSATBB), 2001
- Den suckande sjömannen (SATB+SATB), 2003

### Damkör
- Pseudo-Yoik Lite (SSSSAAAA), 1994/97
- Maan päällä kuljen, etsin (SSAA), 1995
- Tvenne ballader (SSAA), 1999
  - 1. Konungen och trollkvinnan; 2. Herr Olof

### Manskör
- Hodie Christus natus est (TTBB), 1991
- Pseudo-Yoik NT (TTTTBBBB), 1994/97 (NT står för No Trebles)
- Hiru gaukantu euskaldun eta tabernako abesti bat (TTBB), 1999 (Tre baskiska serenader och en dryckesvisa)
  - 1. Ilargia, iturria; 2. Emakume bat ikusi dut; 3. Zure begiak maite ditut; 4. Ardotxo txuria
- Herr Mårten (TTBBBB), 2007. Till orden av svensk medeltida ballad. På uppdrag av Akademiska sångföreningen.

### Kör och instrument
- Kouta (SSATBB+SABr soli, 6vl, 6vla, 6vc, 3cb, timp, pft), 1996
- Stabat Mater (SSATBB, 2vl, 2vla, 2vc, cb), 1998
- Kyrie in memoriam (SA[T]B+org), 2001

### Orkester
- CCCX/O, 2002
- Ah! mik’ ompi elom’ tääll’, 2002

### Kammarmusik
- Miniatures for Four (ob, cl, 2fg), 1984
- Fac me vere tecum flere (A solo + vc), 2000